# Clastocnemis colini
Clastocnemis colini är en skalbaggsart som beskrevs av Moser 1918. Clastocnemis colini ingår i släktet Clastocnemis och familjen Cetoniidae. Utöver nominatformen finns också underarten C. c. albertianus.